# Crivești (gmina Strunga)
Crivești – wieś w Rumunii, w okręgu Jassy, w gminie Strunga. W 2011 roku liczyła 270 mieszkańców.